# Битва при Ферхене
Битва при Ферхене (нем. Schlacht bei Verchen) — сражение между войском Саксонского герцогства и ободритами, произошедшее 6 июля 1164 года на северо-восточном берегу озера Куммеровер-Зе.

## Предыстория
В 1164 году в Мекленбурге вспыхнуло восстание славян против герцога Генриха Льва, во главе с князем Прибиславом. В 1164 году Прибислав сумел захватить крепость Мекленбург, а также ряд других крепостей, после чего осадил Илинбург, узнав об этом, Генрих Лев собрал армию и выступил против Прибислава. Прибислав вынужден был отступить в восточную часть Мекленбурга, и просить помощи у князей Померании Казимира I и Богуслава I, и славян с острова Рюген. Однако его планы были разрушены союзом Генриха Льва с датским королём Вальдемаром I Великим.

## Ход битвы
В начале июля 1164 года, часть войск Генриха Льва под руководством графа Адольфа II Гольштинского, Райнхольда фон Дитхмара (Dithmar), Гунцелина Шверинского и Христиана I Ольденбургского продвинулись вперед в направлении Деммина и разбили лагерь в Ферхене на озере Куммеровер-Зе. Главные силы армии Генриха Льва остались с ним. Оставленный в Ферхене авангард обнаружил передовые разведывательные отряды славян.
Утром 6 июля 1164 года войска славян двинулись в сторону лагеря в Ферхене, пытаясь осуществить внезапную атаку на лагерь до подхода основных сил армии Генриха Льва. Поскольку накануне они были обнаружены, то осуществить внезапную атаку у них не получилось. Тем не менее, они сумели захватить лагерь, так как в среде саксонских и голштинских войск не было сплоченности. Адольф II Гольштинский и Райнхольд фон Дитхмар (Dithmar) погибли. Считая что битва выиграна, славяне начали грабить лагерь.
Между тем Гунцелину Шверинскому и Христиану I Ольденбургскому удалось собрать вокруг себя около 300 человек. С их помощью они штурмовали лагерь, где остатки их войска ещё сопротивлялись. Им удалось выбить славян из лагеря и нанести им поражение. Около 2500 славян были убиты, оставшиеся в живых бежали в Деммин.

## Последствия
Когда Генрих Лев достиг Ферхена, битва уже закончилась. Он повел своё войско на Деммин. Славяне не сумели удержать своих позиций и отступили. Не встречая значительного сопротивления, войска Генриха вдоль реки Пеены вышли к Аббатству Штольпе. Там он встретился с королём Вальдемаром I Великим, вместе союзники закончили эту кампанию. 
Враждующие стороны подписали мирный договор в Аббатстве Штольпе. Заключению мира способствовали дипломатические способности главного приора Хельмвига(Helmvig). Кроме дележки военных трофеев, между королём Вальдемаром I и герцогом Генрихом Львом было решено укрепить их союз браком сына Вальдемара I, будущим королём Кнудом VI, и дочерью Генриха Льва, принцессой Гертрудой. 
Поморские князья Казимир I и Богуслав стали вассалами Генриха Льва и получили от него Деммин. Казимир I умер в 1180 году, сражаясь на стороне Генриха Льва. Богуслав был верен Генриху Льву, до его падения в 1181 году. Прибислав помирился с Генрихом Львом только 1167 году, Генрих вернул ему большую часть отцовского наследства, и Прибислав стал верным вассалом Генриха.